# Уоррен, Алекс
Александр Уоррен Хьюз (родился 18 сентября 2000 года) — американский певец, автор песен, YouTuber и инфлюенсер. Он был одним из основателей совместной TikTok группы the Hype House с 2019 по 2022 год. Он начал самостоятельно выпускать музыку в 2021 году, прежде чем в следующем году подписал контракт с Atlantic Records. Его сингл 2024 года «Burning Down» из его дебютного студийного альбома «You'll Be Alright, Kid (Chapter 1)» (2024) стал его первой песней, появившейся в чарте Billboard Hot 100. Его сингл 2025 года «Ordinary» возглавил чарты в нескольких странах, включая Австралию, Канаду и Великобританию.

## Ранняя и личная жизнь
Александр Уоррен Хьюз родился 18 сентября 2000 года в Карлсбаде, Калифорния, где он также вырос. У него есть сестра и брат. Его отец умер от рака почки, когда ему было девять лет, а мать, которая была алкоголичкой, выгнала его из дома в 18 лет, оставив его бездомным и часто спящим в машинах друзей. Она умерла в 2021 году. Уоррен начал встречаться с Коувр Аннон, бывшей участницей Hype House, с которой он познакомился в Snapchat, в 2018 году. Она переехала в Калифорнию из родительского дома на Гавайях, чтобы жить с Уорреном из его машины. Пара обручилась в Новый год в 2022 году и поженилась в июне 2024 года в Эскондидо, Калифорния. Он католик и заявил, что его песни вдохновлены музыкой поклонения.

## Карьера и социальные сети
Уоррен начал снимать видео на YouTube в возрасте 10 лет и начал публиковать контент, посвященный скейтбордингу, в Instagram в мае 2015 года. Он был соучредителем и участником базирующегося в Лос-Анджелесе TikTok коллектива the Hype House, название которого он придумал в ноябре 2019 года. К тому времени на его канале YouTube, где он публиковал видеоролики-розыгрыши, снятые от первого лица, подписалось более 600 тысяч человек, а на его аккаунте в TikTok — 3,8 миллиона подписчиков. В начале 2020 года пользователи социальных сетей, особенно поклонники YouTuber Дэвида Добрика, широко обвиняли Уоррена в копировании стиля видео, манер и смеха Добрика. Он был номинирован на Streamy Award в номинации «Первое лицо» на 2020. Также в 2020 году Уоррен стал ведущим реалити-шоу «Следующий влиятельный человек» на канале AwesomenessTV на канале YouTube, где участники жили в доме контента TikTok. Его роль в шоу в основном вращалась вокруг его борьбы за сохранение своей популярности в социальных сетях и его попыток сделать это с помощью своих шуточных видеороликов, в том числе путем организации фальшивой свадьбы с Анноном. К началу 2022 года на канале Уоррена на YouTube было более 2,6 млн подписчиков, а на его аккаунте в TikTok — 14 миллионов подписчиков. В июне 2021 года Уоррен независимо выпустил свой дебютный сингл «One More I Love You», который он начал писать в возрасте 13 лет о смерти своего отца. За ним последовали синглы «Screaming Underwater», выпущенные в сентябре того же года, и «Remember Me Happy». В августе 2022 года Уоррен подписал контракт с Atlantic Records и начал работать над документальным сериалом собственного производства «I Hope You're Proud», в котором рассказывается о времени, предшествовавшем его подписанию. Его дебютный сингл на лейбле «Headlights» был выпущен в следующем месяце. Его синглы «Give You Love», «Change Your Mind» и «Chasing Shadows» были выпущены в июне, июле и декабре 2023 года соответственно. «Carry You Home» стала второй песней Уоррена, попавшей в чарты Великобритании, где она достигла девятого места в UK Singles Chart в апреле 2025 года, а также попала в чарты Billboard Pop Airplay, Adult Pop Airplay, Hot Rock & Alternative Songs и Canadian Hot 100. Он исполнил ее на параде в честь Дня благодарения Macy's в том году. Его сингл от сентября 2024 года «Burning Down» стал его первой песней, появившейся в Billboard Hot 100, достигнув пика на 69-м месте в октябре. Песня также достигла пика на 28-м месте в UK Singles Chart в марте 2025 г. Ремикс песни с Джо Джонасом был выпущен в декабре 2024 года. Его дебютный студийный альбом «You'll Be Alright, Kid (Chapter 1)» был выпущен 27 сентября 2024 г.
В феврале 2025 года Уоррен выпустил сингл «Ordinary». Вскоре песня стала популярной на TikTok, и в следующем месяце Уоррен исполнила ее в реалити-шоу Netflix Love Is Blind́s сезон 8, что стало первым музыкальным выступлением шоу и привело к увеличению количества стримов песни. «Ordinary» возглавил чарты в нескольких странах, включая Австралию, Канаду и Великобританию, и появился в Hot 100 позже в том же месяце. Его международный тур Cheaper Than Therapy начался в феврале 2025 года и, как запланировано, продлится до августа 2025 года.

## Дискография и альбомы
| Название                           | Подробности                                                                                       | Пиковые позиции в чартах | Пиковые позиции в чартах | Пиковые позиции в чартах | Пиковые позиции в чартах | Пиковые позиции в чартах | Пиковые позиции в чартах | Пиковые позиции в чартах | Пиковые позиции в чартах | Пиковые позиции в чартах | Пиковые позиции в чартах |
| Название                           | Подробности                                                                                       | US                       | AUS                      | BEL (FL)                 | CAN                      | IRE                      | NLD                      | NOR                      | NZ                       | SWE                      | UK                       |
| ---------------------------------- | ------------------------------------------------------------------------------------------------- | ------------------------ | ------------------------ | ------------------------ | ------------------------ | ------------------------ | ------------------------ | ------------------------ | ------------------------ | ------------------------ | ------------------------ |
| You'll Be Alright, Kid (Chapter 1) | - Выпущено: 27 сентября 2024 г. - Лейбл: Atlantic - Форматы: Цифровая загрузка, потоковое вещание | 17                       | 15                       | 8                        | 7                        | 6                        | 3                        | 1. 7                     | 3                        | 10                       |                          |